# 早春杜鹃
早春杜鹃（学名：Rhododendron praevernum）为杜鹃花科杜鹃花属下的一个种。

## 扩展阅读
維基物種上的相關：早春杜鹃